# Frédérick Lemaître

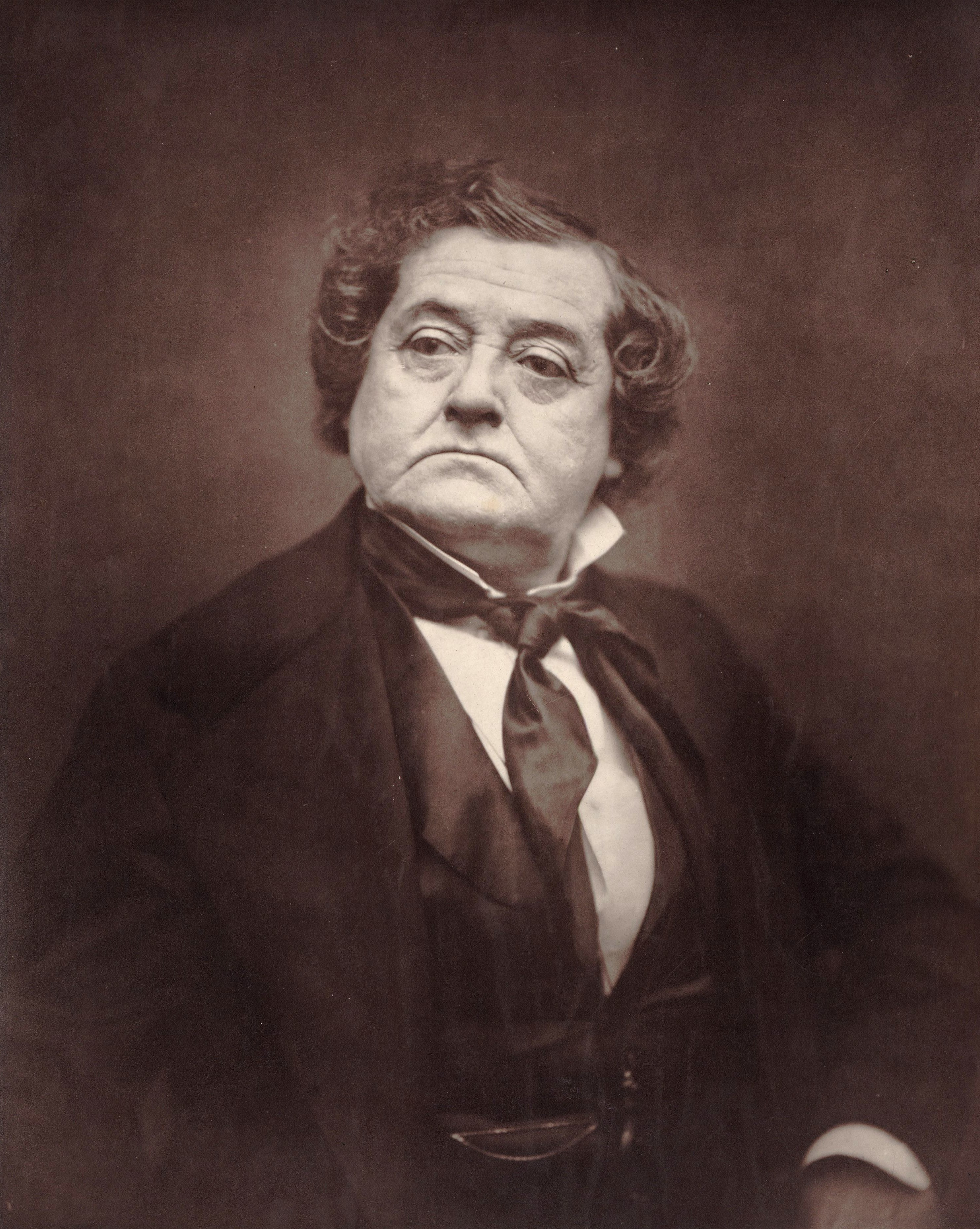
Frédérick Lemaître, omkring 1870.

Antoine Louis Prosper "Frédérick" Lemaître, född 28 juli 1800, död 26 januari 1876, var en fransk skådespelare.
Lemaître genomgick från 1815 konservatoriet i Paris och spelade samtidigt pantomim på folkliga småteatrar och på cirkus, var en tid anställd vid Théâtre de l'Odéon och spelade från 1823 på Ambigu-comique, Porte-Saint-Martin och andra privatteatrar i Paris, tills han 1873 drog sig tillbaka. Lemaître var romantikens store och ytterst populäre skådespelare i Frankrike. Han vann stora triumfer även i London. Bland Lemaîtres roller märks Othello, Mefistofeles i Faust, Ruy Blas, Edmond Kean, Don Cesar de Bazano, George de Germany i 30 år av en spelares levnad och Robert i Robert och Bertram. Hans Souvenirs utgavs postumt 1879.